# La batalla del porro
La batalla del porro és una comèdia catalana de 1981 dirigida per Joan Minguell amb guió de Francesc Bellmunt, Joan Minguell, Juanjo Puigcorbé, Miguel Sanz. El film rodat en català i estrenat a Barcelona el 21 de novembre de 1981.

## Argument
La batalla del porro explica la història d'un grup de reclutes que reivindiquen que la mili sigui voluntària; finalment arriben al campament de Caganillas de la Reina. En arribar al campament seran el centre de totes les quintes. Estaran a càrrec del Capità Matarranya, un home força dur, abusiu i antipàtic, que els vol convertir en veritables soldats i que oblidin la idea de la mili voluntària. Aquesta mateixa nit el Capità Matarranya mobilitza el grup cap a un destí desconegut... Durant el camí se'ls unirà Violeta, la xicota d'un dels protagonistes que es farà passar per soldat per estar al costat de la resta dels quintos. Al matí, el capità els planteja un repte, si arriben al campament pel seu propi peu, gaudiran d'un llarg permís, però si ell mateix els caça, tindran la pitjor mili que s'haurien imaginat...

## Producció

### Llocs de rodatge
El film fou rodat a l'Ametlla del Vallès, Castelldefels, Vallvidrera, Tortosa i els interiors a Barcelona al plato de Profilmar del carrer Portbou.

## Repartiment
- Victorià Abril: Violeta
- Paul Naschy: Capità Matarraña
- Joan Borràs: Vicens
- Joan Armengol i Moliner, «Juanitu»: Joan[4]
- Carlos Tristancho: Quinqui[5]
- Pepe Rubianes: Comando
- José María Cañete: Tinent[6]
- Jaume Sorribas: Alferes Llopis
- Francesc Albiol: Minifurry 1
- Antonio Chamorro: Cabo primera González[7]
- Fernando Rubio: Manuel[8]
- Ricard Borràs: Reporter[9]
- Jordi Boixaderas i Trullàs: Xulo
- Joan Gibert: Payés[10]
- Jesús Ramos Huete: Recluta 2[11]
- Bruno Bruch: Novato 1[12]
- Genís Hernàndez: Novato 2[13]
- Félix Moix: Coronel[14]
- Joan Viñallonga: Sacerdot[15]
- Jordi Brossa: Capità[16]
- Manuel Muntaner i Tanganelli: Capità[17]
- Antoni Ribas i Piera: Tinent Coronel
- Josep Basora: Comandant[18]
- Pep Corominas: Veterà 1[19]
- Miquel Rañé: Veterà camió (2)[20]
- Manolo Garcia: Veterà mèdic[21]
- Pep Armengol: Veterà Càceres[22]
- Abel Folk: Veterà malalt
- Jaume Villanueva Massa: Soldat barber[23]

Nota: el repartiment és d'un llarg llistat impossible d'escriure, però sobresurten aquests noms, que malauradament van tenir o tenen avui, una carrera brillant.

## Al voltant de la pel·lícula

### Anecdotari
Joan Minguell...«Por cierto que Paul Naschy es la primera vez que rueda todo un filme a plena luz de día, sin pelos ni mutaciones, a cara descubierta ». Naschy, que es, prácticamente el «hombre-lobo español por excelencia», se mostró encantado y tuvo anécdota: «el tatuaje que lleva en el brazo (una tremenda araña) le quedo tan impresa que cuando acabó su trabajo, el sol había tostado el resto de su piel a excepción del dibujo que le habían aplicado en maquillaje».
“Germinal Film S. Coop. Ltda., legalmente establecida a la que pertenecen Francesc Bellmunt y Joan Minguell, agrupa a dieciséis profesionales, algunos de los cuales pueden intercambiar sus funciones, ya que conocen «de facto» perfectamente. Este será su primer largometraje, al que se han -decidido tras seis meses de dedicación a otros trabajos…”
“El equipo del porro una cinta catalana ha ganado la guerra del taquillaje, como filme nacional. Me refiero a «La batalla del porros, con la que atacan de nuevo los de Bellmunt. Pero, en esta ocasión, -con Joan Minguell como director. La cinta sigue, de manera que este recuento se -refiere sólo a las cinco semanas que se mantuvo en cartel el año pasado.”
El taquillatge de "La quinta del porro" anava tan bé que s'hi va anunciar a l'última seqüència de la pel·lícula de "La batalla del porro" una continuació "EL PORRO CONTRAATACA", però no arribar-se a produir.

## Premis i nominacions
1981. Menció Especial del Jurat pel film més lúdic, festiu i popular del II edició de la Mostra de València.

## Crítica
LA VANGUARDIA “Pantalla abierta” Angeles MASO. JUEVES, 26 NOVIEMBRE 1981
"«La batalla del porro». Un estreno en olor de multitud, secuela de «La quinta del porro». Menos desmadrada, y, como consecuencia, en menor medida hilarante."
"Una, película que continúa destacándose por su desenfado. Su chispa, su buen humor. Un humor simpático e incluso ocurrente donde ‘los personajes construyen la trayectoria fílmica en plan de arquetipos, nacido del afán desmitificador de Bellmunt.
Pladevall tiene, la ocasión de lucirse con un trabajo fotográfico volcado hacia el espacio abierto, pero el guion tiene bastantes vacíos, y el ritmo de la película algunos baches, y ciertas vacilaciones.
Victoria Abril aparece en una doble faceta. Es una comediante que se mueve bien. Y portada de magazine que sabe quitarse la camiseta oportunamente, y adornar la cinta como la única mujer en el pelotón estrambótico. Es preciso destacar la buena labor de doblaje que se ha realizado adaptando el diálogo de Victoria en la voz de Marta Angelat."

EL PAIS “Humor ácrata” Diego Galán. JUEVES, 5 MARZO 1982
"De cualquier forma, estamos ante un grupo de cineastas capaces de proponer una nueva forma de diversión en el cine."

MANACOR n.45 “Gran Angular” Sección cinematográfica que cuida Emilio Henares Adrover. 18 de Septiembre de 1982
"Destaca en la cinta la interpretación de Victoria Abril, esplendorosa como siempre, y de Joan Borrás; también interviene en esta producción, en calidad de actor invitado, el especialista en terror del cine español, el olvidado ya, Jacinto Molina o Paul Naschy."